# Simon Baker
Simon Baker, född 30 juli 1969 i Launceston, Tasmanien, är en australisk skådespelare. Han är framförallt känd för titelrollen i The Mentalist och som Nick i Guardian, men han har även medverkat i filmer som L.A. konfidentiellt (1997), The Ring 2 (2003), Djävulen bär Prada (2006), Something New (2006) och Land of the dead (2005).
Han har varit gift med skådespelaren Rebecca Rigg (född 1967), och de har tre barn, inklusive skådespelerskan Stella Baker (född 1993). Nicole Kidman och Naomi Watts är gudmödrar till två av barnen.

## Filmografi i urval
- 1997 – L.A. konfidentiellt
- 1997 – Most Wanted
- 1998 – Judas Kiss
- 1998 – Restaurant
- 1999 – Ride With the Devil
- 1999 – Laddat möte
- 2000 – Red Planet
- 2000 – Sunset Strip
- 2001 – Farlig intrig
- 2001–2004 – The Guardian (TV-serie)  (även regi, 1 avsnitt)
- 2004 – The Book of Love
- 2005 – The Ring Two
- 2005 – Land of the Dead
- 2006 – Djävulen bär Prada
- 2006 – Something New
- 2007 – 101 kvinnor
- 2007 – The Key to Reserva
- 2008–2015 – The Mentalist (TV-serie)  (även regi, 5 avsnitt; produktion, 57 avsnitt)
- 2009 – Women in Trouble
- 2009 – Not Forgotten
- 2009 – The Lodger
- 2010 – The Killer Inside Me
- 2011 – Margin Call
- 2013 – I Give It a Year
- 2017 – Breath  (TV-film)  (även regi & produktion)
- 2020 – High Ground  (även exekutiv producent)
- 2022 – Blaze
- 2023 – Limbo  (även exekutiv producent)
- 2024 – Pojke slukar universum (TV-serie)
- 2024 – Klara and the Sun